# Kwun Tong Line

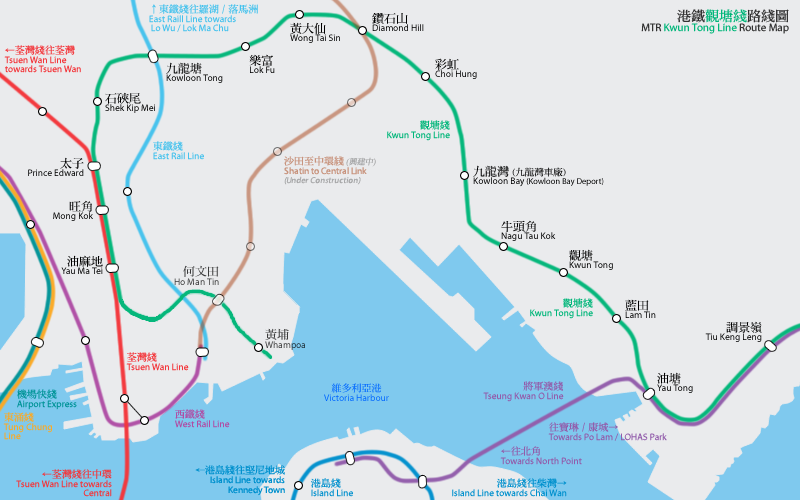
Kwun Tong Line (grün)

Die Kwun Tong Line (chinesisch 觀塘綫 / 观塘线, Pinyin Guāntáng Xiàn, Jyutping Gun1tong4 Sin3) ist eine der elf Linien des MTR-Netzes in Hongkong.
Sie beginnt an der Station Whampoa in Hung Hom und endet am Tiu Keng Leng in Tseung Kwan O (Distrikt Sai Kung). Sie hat auf der MTR-Karte die Farbe Grün. Während der morgendlichen Hauptverkehrszeit sind auf der Kwun Tong Line 33 Züge im Einsatz und es herrscht ein Takt von ca. 2,1 Minuten. Derzeit umfasst die Linie 17 Stationen.
Die Kwun Tong Line war die erste Linie des MTR-Systems.